# Stanisław Kaszowski
Stanisław Kaszowski herbu Janina (zm. po 1624 roku) – łowczy przemyski w 1616 roku.
Żonaty z Anną Czuryło (z. 1647), córką Marcina i Anny Jazłowieckiej. 